# カンディダ・アリアス
カンディダ・エステファニー・アリアス・ペレス（Cándida Estefany Arias Pérez 、1992年3月11日 - ）は、ドミニカ共和国の女子バレーボール選手。ドミニカ共和国代表。

## 来歴
2009年、ドミニカ共和国代表に初選出される。同年の世界選手権2010北中米大陸予選でデビューを果たした。同年7月のジュニア世界選手権で銀メダル、9月の北中米選手権では金メダルを獲得した。
2011年、ジュニアのパンアメリカンカップでベストブロッカー賞を受賞した。同年11月に日本で開催されたワールドカップに出場し、同大会よりレギュラーとして起用される機会が増える。2012年5月にメキシコで行われたロンドン五輪北中米大陸予選で出場権獲得に貢献し、同年7-8月のロンドンオリンピックに出場した。
2013年、モントルーバレーマスターズで3位入賞を果たした。北中米選手権では銀メダルを獲得し、自身もベストミドルブロッカー賞に輝いた。

## 球歴
- オリンピック - 2012年、2024年
- 世界選手権 - 2010年
- ワールドカップ - 2011年
- ワールドグランドチャンピオンズカップ - 2009年、2013年
- 北中米選手権 - 2009年、2011年、2013年
- ワールドグランプリ - 2010年、2011年、2012年、2013年、2014年

## 受賞歴
- 2011年 - ジュニアパンアメリカンカップ ベストブロッカー賞
- 2012年 - Copa Latina ベストブロッカー賞
- 2012年 - U-23 パンアメリカンカップ ベストブロッカー賞
- 2013年 - 北中米選手権 ベストミドルブロッカー賞

## 所属クラブ
- San Cristóbal（2007年）
- Santo Domingo（2008年）
- San Cristóbal（2008年）
- Madre Vieja（2009年）
- Mirador（2010-2011年）
- San Martín de Porres（2012年）
- Primorotchka（2013-2014年）
- サヴィーノ・デルベーネ・スカンディッチ（2014-2015年）
- Mirador（2015-2016年）
- Caribeñas VC（2017-2019年）
- アゼルレイル・バクー（2023-2024年）